# G (vescovo di Sutri)
G. (fl. XII secolo) è stato vescovo di Sutri, storicamente documentato nel 1158.

## Biografia
Non si conosce quasi nulla di questo vescovo sutrino, nemmeno il suo nome per intero. G., vescovo di Sutri, è documentato in una sola occasione, per una controversia sorta con i canonici di San Pietro in Vaticano circa la chiesa di San Silvestro di Sutri.
Questa chiesa era stata concessa da papa Leone IX ai canonici di San Pietro il 1º aprile 1053, assieme ad altri beni posti a Sutri e nelle vicinanze, con la bolla Convenit apostolico:
Tuttavia, dopo oltre un secolo, le divergenze tra i canonici romani e i vescovi di Sutri non erano terminate. Papa Adriano IV infatti sentì la necessità di istituire una commissione di cardinali per studiare la faccenda ed arrivare ad una soluzione dell'annosa questione. La soluzione adottata dalla commissione, costituita da Rolando, cardinale-presbitero di San Marco e cancelliere pontificio, Alberto, cardinale-presbitero di San Lorenzo in Lucina, Guglielmo, cardinale-presbitero di San Pietro in Vincoli e Raimondo, cardinale-diacono di Santa Maria in Via Lata, fu fatta propria dal pontefice, che ne pubblicò la sentenza a Vetralla il 12 luglio 1158 con la bolla Ea quae. La sentenza di Adriano IV fu sostanzialmente favorevole ai canonici di San Pietro:
particolari su questo, conosciamo, infatti, solo i termini dell’accordo raggiunto tramite la mediazione dei quattro cardinali. La chiesa di San Silvestro secondo consuetudine avrebbe dovuto corrispondere al vescovo prestazioni (non meglio
precisate) e donativi di carni in occasione di talune solennità. L’arciprete titolare della parrocchia sarebbe stato scelto dai canonici e presentato al vescovo che lo avrebbe confermato commettendogli la cura d’anime del territorio parrocchiale, a meno che si fossero presentati oggettivi impedimenti per mancanza dei necessari requisiti da parte del candidato. L’arciprete e gli altri chierici di San Silvestro avrebbero dovuto obbedienza ai canonici di San Pietro, ai quali avrebbero reso conto del corretto andamento della chiesa; essi inoltre erano tenuti a partecipare ai sinodi e ai capitoli vescovili e a collaborare con il presule per la raccolta delle collette imposte dalla Sede apostolica in tutte le chiese della diocesi; non si sarebbero, inoltre, opposti ai provvedimenti presi dal vescovo contro un loro parrocchiano. Se uno dei chierici di San Silvestro, infine, si fosse reso responsabile di qualche colpa, il presule lo avrebbe potuto sospendere senza interpellare per questo i canonici, ma non privarlo del beneficio di cui godeva; se poi fosse stato necessario condurlo in
giudizio, allora anche i canonici avrebbero potuto partecipare alla formulazione del giudizio, a Sutri e non altrove.»
(Vendittelli, Sutri nel medioevo..., p. 34.)